# Hernán Jasen
Hernán Emilio Jasen Cicarelli, més conegut com a Pancho Jasen, (Bahía Blanca, 4 de febrer de 1978) és un exjugador de bàsquet argentí.

## Carrera esportiva
Després d'iniciar la seva carrera a l'Argentina, Jasen va passar a Espanya, on va fitxar el 1999 pel Gijón Baloncesto. El 2001 va fitxar per l'Estudiantes de Madrid, club en el qual s'hi va quedar durant onze temporades, i del qual va ser capità i el jugador més emblemàtic. El 15 d'agost de 2011 va fitxar pel CB Sevilla.

### Selecció nacional
Jasen és internacional amb la selecció argentina. El 2011 formà part de la Selecció de bàsquet de l'Argentina que va guanyar el Torneig de les Amèriques de 2011.